# Primera División (Chile) 1971
Die Primera División 1971, auch unter dem Namen 1971 Campeonato Nacional de Fútbol Profesional bekannt, war die 39. Saison der Primera División, der höchsten Spielklasse im Fußball in Chile.
Die Meisterschaft gewann das Team von Unión San Felipe, das sich damit für die Copa Libertadores 1972 qualifizierte. Es war der erste Meisterschaftstitel für das Team. Erstmals gewann ein Aufsteiger die Meisterschaft in der seit 1933 bestehenden Primera División. Zudem qualifizierte sich auch der Vizemeister Universidad de Chile für die Copa Libertadores. Tabellenletzter und Verlierer des Relegationsspiels ist Gründungsmitglied Audax Italiano, das somit erstmals in die zweite Liga abstieg.

## Modus
Die 18 Teams spielen jeder gegen jeden mit Hin- und Rückspiel. Meister ist die Mannschaft mit den meisten Punkten und qualifiziert sich für die Copa Libertadores. Der Vizemeister nimmt ebenfalls an der Copa Libertadores teil. Bei Punktgleichheit entscheidet ein Entscheidungsspiel um die bessere Position, wenn es um die Meisterschaft, die Qualifikation zur Copa Libertadores oder um den Klassenerhalt geht. In den anderen Fällen entscheidet das Torverhältnis. Der Tabellenletzte steigt in die zweite Liga ab.

## Teilnehmer
Für Absteiger CD Palestino spielt Zweitligameister Unión San Felipe in dieser Primera División-Saison. Folgende Vereine nahmen daher an der Meisterschaft 1971 teil:
| Mannschaft            | Stadt             |
| --------------------- | ----------------- |
| Antofagasta Portuario | Antofagasta       |
| Audax Italiano        | Santiago de Chile |
| CSD Colo-Colo         | Santiago de Chile |
| Deportes Concepción   | Concepción        |
| Deportes La Serena    | La Serena         |
| Everton               | Viña del Mar      |
| Green Cross Temuco    | Temuco            |
| CD Huachipato         | Talcahuano        |
| Lota Schwager         | Coronel           |
| CD Magallanes         | Santiago de Chile |
| CD O’Higgins          | Rancagua          |
| Rangers de Talca      | Talca             |
| Unión San Felipe      | San Felipe        |
| Santiago Wanderers    | Valparaíso        |
| Unión Española        | Santiago de Chile |
| Unión La Calera       | La Calera         |
| Universidad Católica  | Santiago de Chile |
| Universidad de Chile  | Santiago de Chile |

## Tabelle
| Pl.                       | Verein                | Sp. | S  | U  | N  | Tore    | Diff. | Punkte |
| ------------------------- | --------------------- | --- | -- | -- | -- | ------- | ----- | ------ |
| 1.                        | Unión San Felipe (N)  | 34  | 18 | 10 | 6  | 061:400 | +21   | 46     |
| 2.                        | Universidad de Chile  | 34  | 17 | 10 | 7  | 073:420 | +31   | 44     |
| 3.                        | Unión Española        | 34  | 14 | 14 | 6  | 052:400 | +12   | 42     |
| 4.                        | CSD Colo-Colo (M)     | 34  | 16 | 9  | 9  | 062:420 | +20   | 41     |
| 5.                        | Deportes Conceptión   | 34  | 15 | 7  | 12 | 040:410 | −1    | 37     |
| 6.                        | Unión La Calera       | 34  | 12 | 12 | 10 | 051:470 | +4    | 36     |
| 7.                        | Santiago Wanderers    | 34  | 12 | 10 | 12 | 043:470 | −4    | 34     |
| 8.                        | Deportes La Serena    | 34  | 11 | 12 | 11 | 045:500 | −5    | 34     |
| 9.                        | Rangers de Talca      | 34  | 11 | 10 | 13 | 040:430 | −3    | 32     |
| 10.                       | Antofagasta Portuario | 34  | 10 | 12 | 12 | 042:510 | −9    | 32     |
| 11.                       | CD O’Higgins          | 34  | 12 | 8  | 14 | 036:470 | −11   | 32     |
| 12.                       | CD Huachipato         | 34  | 10 | 11 | 13 | 043:450 | −2    | 31     |
| 13.                       | Universidad Católica  | 34  | 13 | 4  | 17 | 049:510 | −2    | 30     |
| 14.                       | CD Magallanes         | 34  | 13 | 4  | 17 | 050:550 | −5    | 30     |
| 15.                       | Green Cross Temuco    | 34  | 10 | 10 | 14 | 045:510 | −6    | 30     |
| 16.                       | CD Everton            | 34  | 10 | 9  | 15 | 043:520 | −9    | 29     |
| 17.                       | Lota Schwager         | 34  | 9  | 8  | 17 | 042:520 | −10   | 26     |
| 18.                       | Audax Italiano        | 34  | 7  | 12 | 15 | 033:540 | −21   | 26     |
| Quelle: , Stand: Endstand |                       |     |    |    |    |         |       |        |

| (M) | Vorjahresmeister |
| (N) | Aufsteiger       |

### Relegations-Playoff
|               | Ergebnis |                |
| ------------- | -------- | -------------- |
| Lota Schwager | 2:1      | Audax Italiano |

## Beste Torschützen
| Rang | Spieler           | Klub                 | Tore |
| ---- | ----------------- | -------------------- | ---- |
| 1    | Eladio Zárate     | Universidad de Chile | 25   |
| 2    | Fernando Espinoza | Universidad Católica | 24   |
| 3    | Julio Crisosto    | Unión Española       | 21   |
| 4    | Sergio Ahumada    | CSD Colo-Colo        | 17   |
| 5    | Manuel Núñez      | Unión San Felipe     | 15   |